# Курбонбоев, Максуд Комилович
Максуд Комилович Курбонбоев (20 октября 1973 года, Хорезмская область, Узбекская ССР) — узбекский экономист и политический деятель, депутат Законодательной палаты Олий Мажлиса Республики Узбекистан III и IV созыва. Член Социал-демократической партии «Адолат».

## Биография
Максуд Курбонбоев окончил Ташкентский государственный аграрный университет. В 2015 году избран в Законодательную палату Олий Мажлиса Республики Узбекистан III созыва, а в 2020 году переизбран и назначен на должность члена Комитета по бюджету и экономическим реформам Законодательной палаты Олий Мажлиса Республики Узбекистан.

## Примечание
1. ↑  Депутаты. parliament.gov.uz. Дата обращения: 30 января 2022. Архивировано 30 января 2022 года.